# Kazimierz Kieruzalski
Kazimierz Kieruzalski (ur. 15 września 1898 w Szadkowcu (pow. Częstochowa), zm. 1937 w Związku Radzieckim) – polski działacz komunistyczny, poseł na Sejm II kadencji w II RP.

## Życiorys
Syn rolnika Józefa i Józefy z domu Łuczyńskiej. Ukończył szkołę elementarną, odbył także praktykę ślusarską. Był żołnierzem Armii Czerwonej. Od 1918 należał do Rosyjskiej Komunistycznej Partii (bolszewików), do Polski powrócił w 1923. W przybył do Zagłębia Dąbrowskiego, gdzie od 1925 był ślusarzem w Hucie Bankowej i działacz Związku Robotników Przemysłu Metalowego w Polsce. Od 1926 działał w regionalnych strukturach Komunistycznej Partii Polski, działał również w PPS-Lewicy, w Stowarzyszeniu Wolnomyślicieli Polskich i w Międzynarodowej Organizacji Pomocy Rewolucjonistom.
W maju 1927 organizował strajk hutników i metalowców, za co został aresztowany i zwolniony z pracy. 13 marca 1929 złożył ślubowanie, zostając posłem na Sejm (mandat objął w miejsce Jerzego Czeszejko-Sochackiego). Uczestniczył w VI Kongresie Międzynarodówki Komunistycznej. Na czele Komitetu Okręgowego Bezrobotnych kierował działalnością lokalnych komitetów w Zagłębiu. Po rozwiązaniu Sejmu w sierpniu 1930 wyjechał do ZSRR, gdzie został zamordowany podczas czystek w 1937. Oficjalnie zrehabilitowany w 1956.